# Kwassa Kwassa
Kwassa Kwassa er en dansk dokumentarfilm fra 2015 produceret af kunstgruppen Superflex.

## Handling
Der ligger et stykke Europa i det Indiske Ocean. Som et levn fra kolonitiden hører øen Mayotte under den franske stat, og fra naboøerne begiver folk sig ud på et skummende hav for nå Europas kyster lige nord for Madagaskar. Båden er blevet metafor for en verden, hvori mennesker, modsat varer, ikke kan cirkulere frit. Og hvor arbitrære linjer på et verdenskort kan afgøre menneskers skæbne. Kunstnergruppen SUPERFLEX sprøjter deres subversive og samtidskritiske kontrastvæske ind i det aktuelle flygtninge- og migrationsspørgsmål, hvorved en tvivlsom, politisk fantasi træder frem: forestillingen om Europa.